# Maicon Douglas Sisenando
Maicon Douglas Sisenando, noto semplicemente come Maicon (Novo Hamburgo, 26 luglio 1981), è un ex calciatore brasiliano, di ruolo difensore.
Considerato uno tra i migliori terzini della sua generazione, nonché tra i terzini destri più forti di sempre, ha vinto un campionato brasiliano (2003), una Coppa del Brasile (2003), quattro campionati italiani (2006-2007, 2007-2008, 2008-2009 e 2009-2010), due Coppe Italia (2009-2010 e 2010-2011), tre Supercoppe italiane (2006, 2008 e 2010), una Champions League (2009-2010) e una Coppa del mondo per club (2010).
Con la maglia della sua nazionale brasiliana ha conquistato invece due edizioni della Coppa America (2004 e 2007) e due della Confederations Cup (Germania 2005 e Sudafrica 2009).
Nell'edizione 2022 è entrato a far parte della Hall of Fame dell'Inter.

## Biografia
I suoi genitori avrebbero voluto chiamarlo Michael Douglas Sisenando, in onore dell'attore statunitense Michael Douglas, tuttavia, a causa di un errore dell'impiegato dell'anagrafe, il figlio venne registrato come Maicon Douglas. Il gemello, invece, fu chiamato Marlon dopo il rifiuto dell'impiegato a chiamarlo Marlon Brando, in onore dell'omonimo attore.
Nella sua carriera da giocatore, come ricordato da Mourinho in un'intervista del 2019, era solito andare volontariamente in diffida per la penultima partita prima della sosta natalizia in modo da potere andare prima in vacanza in Brasile, perciò quando l'allenatore dell'Inter, nel 2008, gli aveva imposto di non farsi ammonire pena l'annullamento delle sue vacanze ed avevano quindi concordato il permesso di farsi ammonire e partire per la sua patria nel caso in cui il giocatore avesse segnato due gol: dopo aver siglato una doppietta Maicon si levò la maglia per esultare ottenendo un cartellino giallo ed una settimana in più di vacanze.
Dall’aprile del 2025 fa parte della squadra di opinionisti delle gare di Champions su Prime Video.

## Caratteristiche tecniche
Soprannominato Il Colosso, all'età di 20 anni era già ritenuto un buon prospetto; col tempo si è affermato come terzino destro completo, forte fisicamente, puntuale in fase di copertura ed eccellente nel gioco d'attacco: dribbling, velocità palla al piede, abilità nel cross e nel tiro dalla distanza lo rendevano molto efficace nelle incursioni offensive.

## Carriera

### Club

#### Cruzeiro e Monaco
Inizia la sua carriera nel campionato brasiliano, precisamente nel Cruzeiro. Con il club di Belo Horizonte vince nel 2003 la Coppa del Brasile ed il Brasileirao. In tutto gioca per 4 anni in Brasile, collezionando in totale 68 presenze ed un gol.
Nel 2004 passa per 3 milioni di euro in Francia al Monaco, con cui gioca 79 partite tra campionato e coppe europee, realizzando 7 gol.

#### Inter

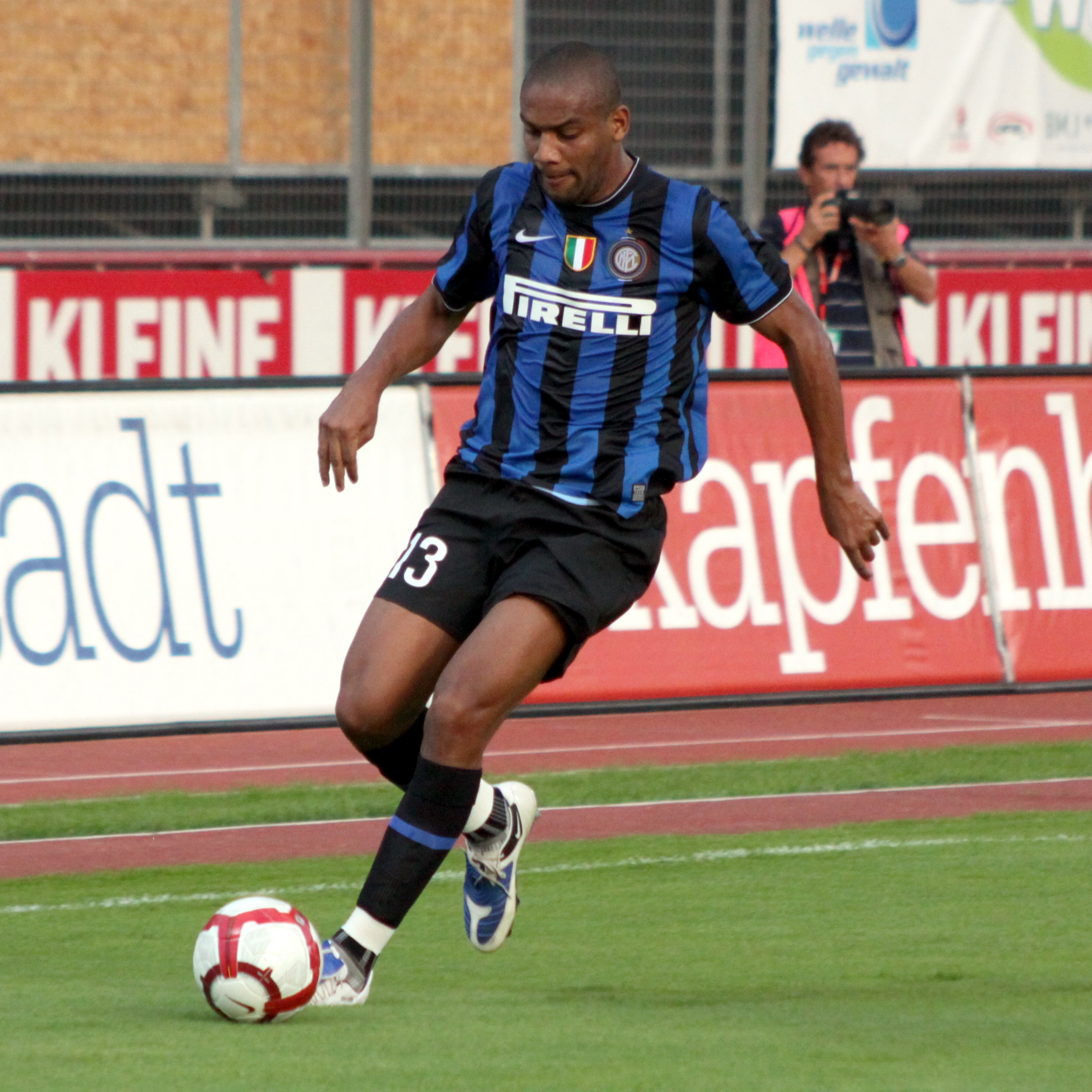
Maicon con la maglia dell'Inter nel 2009.

Il 25 agosto 2006 passa per 6 milioni di euro all'Inter ed esordisce il giorno successivo nella rocambolesca vittoria per 4-3 dei nerazzurri nella finale di Supercoppa italiana contro la Roma subentrando a Fabio Grosso nel 2º tempo. Esordisce in Serie A il 9 settembre, nella vittoria per 3-2 sul campo della Fiorentina. Il 28 gennaio 2007 segna la prima rete nel campionato italiano, contro la Sampdoria, con un tiro ravvicinato in area per lo 0-2 finale. Nell'ultima giornata del campionato 2007-08 firma l'assist per il secondo goal di Ibrahimovic nella vittoria-scudetto dei nerazzurri a Parma. Con l'Inter vince 4 scudetti consecutivi, risultando anche tra i protagonisti del triplete nel 2009-10: nella semifinale di andata della Champions League, è autore di un gol al Barcellona. Il 31 dicembre 2010 riceve il premio "Samba d'or", quale miglior brasiliano militante in campionati europei.
In totale con la maglia dell’Inter colleziona 248 presenze e 20 reti.

#### Manchester City
Il 31 agosto 2012 passa a titolo definitivo alla società inglese del Manchester City per 4 milioni di euro, più altri 3,5 milioni di bonus. Esordisce con la nuova maglia il 15 settembre nella trasferta contro lo Stoke City, partita terminata col punteggio di 1-1. Trova in seguito poco spazio, giocando complessivamente 13 partite senza gol con i Citizens, deludendo molto le attese, anche a causa di molteplici infortuni.

#### Roma

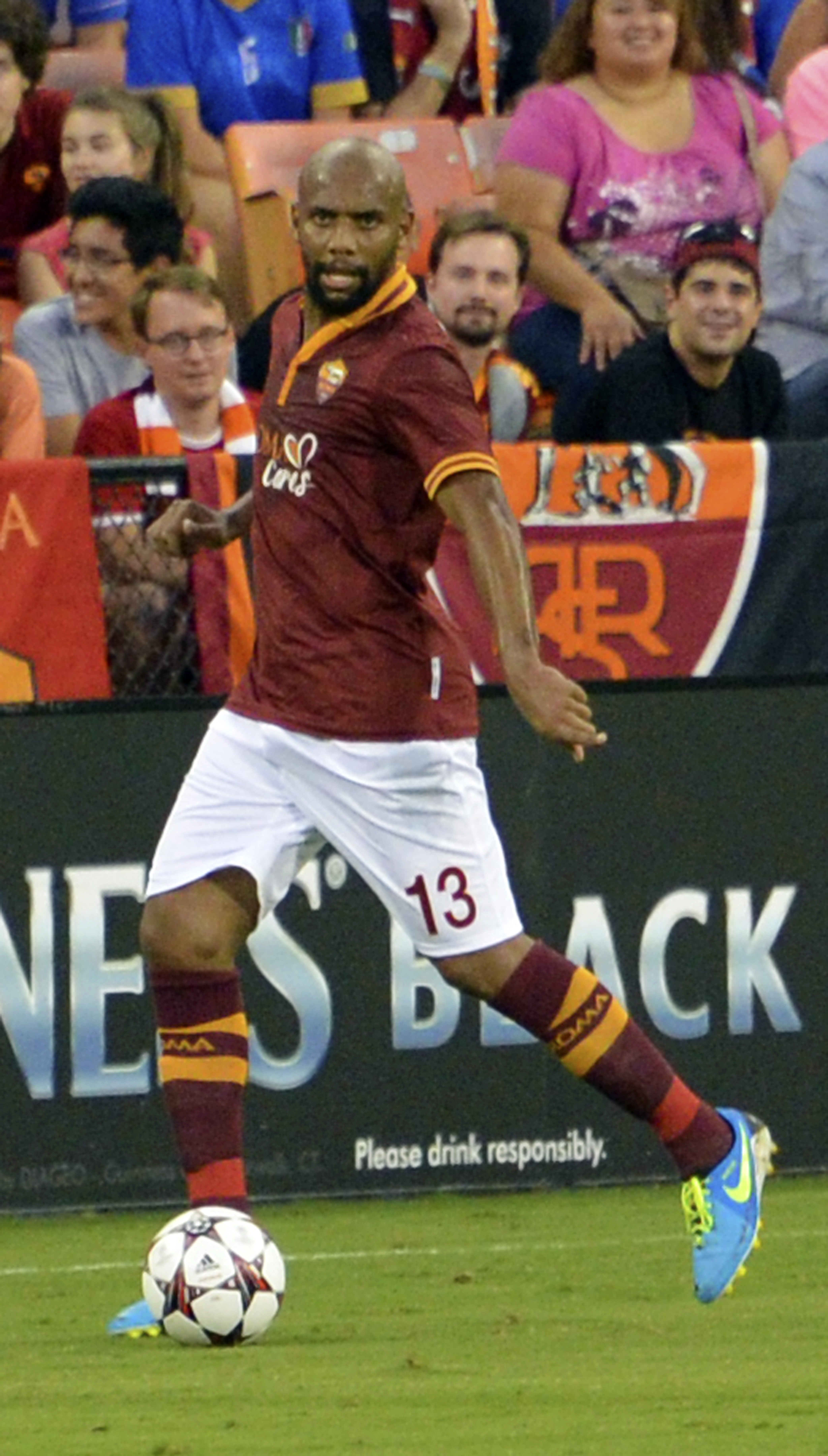
Maicon in azione con la Roma nel 2013.

Il 18 luglio 2013 ritorna in Italia, trasferendosi alla Roma a parametro zero motivato dalla prospettiva di riconquistare un posto nella Selecao per i Mondiali brasiliani del 2014; Debutta col club capitolino il 25 agosto 2013 durante la prima gara di campionato, Livorno-Roma (0-2) ed è protagonista delle dieci vittorie consecutive iniziali dei giallorossi che poi chiudono al secondo posto dietro la Juventus. Segna il suo primo gol con la maglia della Roma l'8 dicembre 2013, nella vittoria per 2-1 contro la Fiorentina. Rimane alla Roma per tre stagioni, per un totale di 69 presenze e 5 reti. Resta svincolato dal 1º luglio 2016, alla scadenza del contratto.

#### Gli anni in patria
Il 25 maggio 2017 si accorda con l’Avaí, società calcistica brasiliana della città di Florianópolis. Il 21 dicembre 2018 ritorna al Criciúma, firmando un contratto fino al dicembre 2019. Il 3 settembre 2020 firma con il Villa Nova, club brasiliano militante nel campionato mineiro, dove sarà allenato da Mancini, suo ex compagno di squadra ai tempi dell'Inter.

#### Il ritorno in Italia
In data 8 gennaio 2021 Maicon firma per il Sona, squadra neopromossa in Serie D; e contestualmente suo figlio Felipe di 15 anni viene inserito nella Juniores Nazionale del club veneto. Termina il campionato con 17 presenze, aiutando la squadra rossoblù a raggiungere la salvezza. Il 14 giugno 2021 viene ingaggiato dal Tre Penne, squadra di San Marino, con il quale ha la possibilità di disputare nuovamente una competizione europea: la UEFA Conference League. Il Tre Penne verrà però eliminato al primo turno per mano dei georgiani della Dinamo Batumi, con un complessivo 7-0 (0-4 al San Marino Stadium e 3-0 presso la Batumi Arena).
Il 16 luglio 2021 annuncia il suo ritiro, pochi giorni prima di compiere 40 anni.

### Nazionale
Con la nazionale brasiliana esordisce il 13 luglio 2003 nella sconfitta contro il Messico nella Gold Cup 2003. Fa parte delle spedizioni che vincono la Coppa America 2004 e la Confederations Cup 2005, ma viene escluso dai convocati per il Mondiale 2006 da parte del CT Parreira.
Rientra in squadra con il CT Dunga, ed entra in concorrenza con Dani Alves per la posizione di erede di Cafu come terzino destro titolare della Seleção. Nel 2007 bissa il successo in Coppa America e nel 2009 vince la seconda Confederations Cup.
Partecipa come titolare al Mondiale 2010, dove va a segno contro la Corea del Nord nella prima gara del girone. La FIFA lo inserisce nella formazione ideale del torneo. È convocato anche per la Coppa America 2011 e il Mondiale 2014. Il 7 settembre 2014 il nuovo ct Dunga lo esclude dal ritiro della nazionale, allontanandolo dalla squadra per motivi disciplinari.

## Statistiche

### Presenze e reti nei club
Statistiche aggiornate al 4 dicembre 2021.
| Stagione        | Squadra         | Campionato      | Campionato | Campionato | Coppe nazionali | Coppe nazionali | Coppe nazionali | Coppe continentali | Coppe continentali | Coppe continentali | Altre coppe | Altre coppe | Altre coppe | Totale | Totale |
| Stagione        | Squadra         | Comp            | Pres       | Reti       | Comp            | Pres            | Reti            | Comp               | Pres               | Reti               | Comp        | Pres        | Reti        | Pres   | Reti   |
| --------------- | --------------- | --------------- | ---------- | ---------- | --------------- | --------------- | --------------- | ------------------ | ------------------ | ------------------ | ----------- | ----------- | ----------- | ------ | ------ |
| 2000            | Cruzeiro        | M1/MG+A         | -          | -          | CB              | -               | -               | -                  | -                  | -                  | CdC         | 2           | 0           | 2      | 0      |
| 2001            | Cruzeiro        | M1/MG+A         | 7+18       | 0          | CB              | -               | -               | CL+CM              | 2+4                | 0                  | CSM         | 2           | 0           | 33     | 0      |
| 2002            | Cruzeiro        | SM+A            | 3+19       | 0+1        | CB              | 5               | 1               |                    | -                  | -                  | CdC+CSM     | 7+16        | 0+1         | 50     | 3      |
| 2003            | Cruzeiro        | M1/MG+A         | 1+12       | 0          | CB              | 2               | 0               | CSA                | 2                  | 0                  | -           | -           | -           | 17     | 0      |
| gen.-giu. 2004  | Cruzeiro        | M1/MG+A         | 10+8       | 0          | CB              | -               | -               | CL                 | 5                  | 2                  | -           | -           | -           | 23     | 2      |
| Totale Cruzeiro | Totale Cruzeiro | Totale Cruzeiro | 78         | 1          |                 | 7               | 1               |                    | 13                 | 2                  |             | 27          | 1           | 125    | 5      |
| 2004-2005       | Monaco          | L1              | 31         | 4          | CF+CdL          | 3+1             | 0               | UCL                | 9                  | 1                  | -           | -           | -           | 44     | 5      |
| 2005-2006       | Monaco          | L1              | 28         | 1          | CF+CdL          | 0+2             | 0               | UCL+CU             | 2+5                | 0+1                | -           | -           | -           | 37     | 2      |
| Totale Monaco   | Totale Monaco   | Totale Monaco   | 59         | 5          |                 | 6               | 0               |                    | 16                 | 2                  |             |             |             | 81     | 7      |
| 2006-2007       | Inter           | A               | 32         | 2          | CI              | 3               | 0               | UCL                | 8                  | 1                  | SI          | 1           | 0           | 44     | 3      |
| 2007-2008       | Inter           | A               | 31         | 1          | CI              | 3               | 0               | UCL                | 4                  | 0                  | SI          | 0           | 0           | 38     | 1      |
| 2008-2009       | Inter           | A               | 29         | 4          | CI              | 3               | 0               | UCL                | 8                  | 1                  | SI          | 1           | 0           | 41     | 5      |
| 2009-2010       | Inter           | A               | 33         | 6          | CI              | 5               | 0               | UCL                | 13                 | 1                  | SI          | 1           | 0           | 52     | 7      |
| 2010-2011       | Inter           | A               | 28         | 1          | CI              | 4               | 0               | UCL                | 8                  | 0                  | SI+SU+Cmc   | 1+1+1       | 0           | 43     | 1      |
| 2011-2012       | Inter           | A               | 24         | 2          | CI              | 2               | 1               | UCL                | 3                  | 0                  | SI          | 0           | 0           | 29     | 3      |
| ago. 2012       | Inter           | A               | 0          | 0          | CI              | -               | -               | UEL                | 1                  | 0                  | -           | -           | -           | 1      | 0      |
| Totale Inter    | Totale Inter    | Totale Inter    | 177        | 16         |                 | 20              | 1               |                    | 45                 | 3                  |             | 6           | 0           | 248    | 20     |
| 2012-2013       | Manchester City | PL              | 9          | 0          | FACup+CdL       | 1+0             | 0               | UCL                | 3                  | 0                  | CS          | -           | -           | 13     | 0      |
| 2013-2014       | Roma            | A               | 28         | 2          | CI              | 3               | 0               | -                  | -                  | -                  | -           | -           | -           | 31     | 2      |
| 2014-2015       | Roma            | A               | 14         | 1          | CI              | 2               | 0               | UCL                | 3                  | 1                  | -           | -           | -           | 19     | 2      |
| 2015-2016       | Roma            | A               | 15         | 1          | CI              | 1               | 0               | UCL                | 3                  | 0                  | -           | -           | -           | 19     | 1      |
| Totale Roma     | Totale Roma     | Totale Roma     | 57         | 4          |                 | 6               | 0               |                    | 6                  | 1                  |             | 0           | 0           | 69     | 5      |
| 2017            | Avaí            | CC+A            | 0+9        | 0+1        | -               | -               | -               | -                  | -                  | -                  | -           | -           | -           | 9      | 1      |
| 2019            | Criciúma        | CC+B            | 14+13      | 0          | CB              | 3               | 0               | -                  | -                  | -                  | -           | -           | -           | 30     | 0      |
| 2020            | Villa Nova      | MI/MG+D         | 0+8        | 0          | CB              | 0               | 0               | -                  | -                  | -                  | -           | -           | -           | 8      | 0      |
| gen.-giu. 2021  | Sona            | D               | 17         | 0          | -               | -               | -               | -                  | -                  | -                  | -           | -           | -           | 17     | 0      |
| 2021-2022       | Tre Penne       | CS              | 1          | 0          | CT              | 0               | 0               | UECL               | 2                  | 0                  | -           | -           | -           | 3      | 0      |
| Totale carriera | Totale carriera | Totale carriera | 442        | 27         |                 | 43              | 2               |                    | 85                 | 8                  |             | 33          | 1           | 603    | 38     |

### Cronologia presenze e reti in nazionale
| Cronologia completa delle presenze e delle reti in nazionale ― Brasile | Cronologia completa delle presenze e delle reti in nazionale ― Brasile | Cronologia completa delle presenze e delle reti in nazionale ― Brasile | Cronologia completa delle presenze e delle reti in nazionale ― Brasile | Cronologia completa delle presenze e delle reti in nazionale ― Brasile | Cronologia completa delle presenze e delle reti in nazionale ― Brasile | Cronologia completa delle presenze e delle reti in nazionale ― Brasile | Cronologia completa delle presenze e delle reti in nazionale ― Brasile |
| Data                                                                   | Città                                                                  | In casa                                                                | Risultato                                                              | Ospiti                                                                 | Competizione                                                           | Reti                                                                   | Note                                                                   |
| ---------------------------------------------------------------------- | ---------------------------------------------------------------------- | ---------------------------------------------------------------------- | ---------------------------------------------------------------------- | ---------------------------------------------------------------------- | ---------------------------------------------------------------------- | ---------------------------------------------------------------------- | ---------------------------------------------------------------------- |
| 13-7-2003                                                              | Città del Messico                                                      | Messico                                                                | 1 – 0                                                                  | Brasile                                                                | Gold Cup 2003 - 1º turno                                               | -                                                                      | [ 36 ]                                                                 |
| 15-7-2003                                                              | Città del Messico                                                      | Honduras                                                               | 1 – 2                                                                  | Brasile                                                                | Gold Cup 2003 - 1º turno                                               | 1                                                                      | [ 36 ]                                                                 |
| 19-7-2003                                                              | Miami                                                                  | Colombia                                                               | 0 – 2                                                                  | Brasile                                                                | Gold Cup 2003 - 1º turno                                               | -                                                                      | [ 36 ]                                                                 |
| 23-7-2003                                                              | Miami                                                                  | Stati Uniti                                                            | 1 – 2 gg                                                               | Brasile                                                                | Gold Cup 2003 - Semifinale                                             | -                                                                      | [ 36 ]                                                                 |
| 27-7-2003                                                              | Città del Messico                                                      | Brasile                                                                | 0 – 1 gg                                                               | Messico                                                                | Gold Cup 2003 - Finale                                                 | -                                                                      | [ 36 ] [ 37 ]                                                          |
| 8-7-2004                                                               | Arequipa                                                               | Brasile                                                                | 1 – 0                                                                  | Cile                                                                   | Coppa America 2004 - 1º turno                                          | -                                                                      |                                                                        |
| 14-7-2004                                                              | Arequipa                                                               | Brasile                                                                | 1 – 2                                                                  | Paraguay                                                               | Coppa America 2004 - 1º turno                                          | -                                                                      |                                                                        |
| 18-7-2004                                                              | Piura                                                                  | Messico                                                                | 0 – 4                                                                  | Brasile                                                                | Coppa America 2004 - Quarti di finale                                  | -                                                                      |                                                                        |
| 21-7-2004                                                              | Lima                                                                   | Brasile                                                                | 1 – 1 dts (5 – 3 dtr)                                                  | Uruguay                                                                | Coppa America 2004 - Semifinale                                        | -                                                                      |                                                                        |
| 25-7-2004                                                              | Lima                                                                   | Argentina                                                              | 2 – 2 dts (2 – 4 dtr)                                                  | Brasile                                                                | Coppa America 2004 - Finale                                            | -                                                                      | [ 38 ]                                                                 |
| 8-9-2004                                                               | Berlino                                                                | Germania                                                               | 1 – 1                                                                  | Brasile                                                                | Amichevole                                                             | -                                                                      |                                                                        |
| 25-6-2005                                                              | Norimberga                                                             | Germania                                                               | 2 – 3                                                                  | Brasile                                                                | Conf. Cup 2005 - Semifinale                                            | -                                                                      |                                                                        |
| 29-6-2005                                                              | Francoforte                                                            | Brasile                                                                | 4 – 1                                                                  | Argentina                                                              | Conf. Cup 2005 - Finale                                                | -                                                                      | [ 39 ]                                                                 |
| 16-8-2006                                                              | Oslo                                                                   | Norvegia                                                               | 1 – 1                                                                  | Brasile                                                                | Amichevole                                                             | -                                                                      |                                                                        |
| 3-9-2006                                                               | Londra                                                                 | Argentina                                                              | 0 – 3                                                                  | Brasile                                                                | Amichevole                                                             | -                                                                      |                                                                        |
| 5-9-2006                                                               | Londra                                                                 | Galles                                                                 | 0 – 2                                                                  | Brasile                                                                | Amichevole                                                             | -                                                                      |                                                                        |
| 10-10-2006                                                             | Stoccolma                                                              | Brasile                                                                | 2 – 1                                                                  | Ecuador                                                                | Amichevole                                                             | -                                                                      |                                                                        |
| 15-11-2006                                                             | Basilea                                                                | Svizzera                                                               | 1 – 2                                                                  | Brasile                                                                | Amichevole                                                             | -                                                                      |                                                                        |
| 6-2-2007                                                               | Londra                                                                 | Brasile                                                                | 0 – 2                                                                  | Portogallo                                                             | Amichevole                                                             | -                                                                      |                                                                        |
| 1-6-2007                                                               | Londra                                                                 | Inghilterra                                                            | 1 – 1                                                                  | Brasile                                                                | Amichevole                                                             | -                                                                      |                                                                        |
| 5-6-2007                                                               | Dortmund                                                               | Brasile                                                                | 0 – 0                                                                  | Turchia                                                                | Amichevole                                                             | -                                                                      |                                                                        |
| 27-6-2007                                                              | Puerto Ordaz                                                           | Brasile                                                                | 0 – 2                                                                  | Messico                                                                | Coppa America 2007 - 1º turno                                          | -                                                                      |                                                                        |
| 1-7-2007                                                               | Maturín                                                                | Brasile                                                                | 3 – 0                                                                  | Cile                                                                   | Coppa America 2007 - 1º turno                                          | -                                                                      |                                                                        |
| 7-7-2007                                                               | Puerto La Cruz                                                         | Cile                                                                   | 1 – 6                                                                  | Brasile                                                                | Coppa America 2007 - Quarti di finale                                  | -                                                                      |                                                                        |
| 10-7-2007                                                              | Maracaibo                                                              | Uruguay                                                                | 2 – 2 dts (4 – 5 dtr)                                                  | Brasile                                                                | Coppa America 2007 - Semifinali                                        | 1                                                                      |                                                                        |
| 15-7-2007                                                              | Maracaibo                                                              | Brasile                                                                | 3 – 0                                                                  | Argentina                                                              | Coppa America 2007 - Finale                                            | -                                                                      | [ 40 ]                                                                 |
| 22-8-2007                                                              | Montpellier                                                            | Brasile                                                                | 2 – 0                                                                  | Algeria                                                                | Amichevole                                                             | 1                                                                      |                                                                        |
| 9-9-2007                                                               | Chicago                                                                | Stati Uniti                                                            | 2 – 4                                                                  | Brasile                                                                | Amichevole                                                             | -                                                                      |                                                                        |
| 12-9-2007                                                              | Boston                                                                 | Brasile                                                                | 3 – 1                                                                  | Messico                                                                | Amichevole                                                             | -                                                                      |                                                                        |
| 14-10-2007                                                             | Bogotà                                                                 | Colombia                                                               | 0 – 0                                                                  | Brasile                                                                | Qual. Mondiali 2010                                                    | -                                                                      |                                                                        |
| 17-10-2007                                                             | Rio de Janeiro                                                         | Brasile                                                                | 5 – 0                                                                  | Ecuador                                                                | Qual. Mondiali 2010                                                    | -                                                                      |                                                                        |
| 18-11-2007                                                             | Lima                                                                   | Perù                                                                   | 1 – 1                                                                  | Brasile                                                                | Qual. Mondiali 2010                                                    | -                                                                      |                                                                        |
| 21-11-2007                                                             | San Paolo del Brasile                                                  | Brasile                                                                | 2 – 1                                                                  | Uruguay                                                                | Qual. Mondiali 2010                                                    | -                                                                      |                                                                        |
| 31-5-2008                                                              | Seattle                                                                | Canada                                                                 | 2 – 3                                                                  | Brasile                                                                | Amichevole                                                             | -                                                                      |                                                                        |
| 6-6-2008                                                               | Boston                                                                 | Brasile                                                                | 0 – 2                                                                  | Venezuela                                                              | Amichevole                                                             | -                                                                      |                                                                        |
| 15-6-2008                                                              | Asunción                                                               | Paraguay                                                               | 2 – 0                                                                  | Brasile                                                                | Qual. Mondiali 2010                                                    | -                                                                      |                                                                        |
| 18-6-2008                                                              | Belo Horizonte                                                         | Brasile                                                                | 0 – 0                                                                  | Argentina                                                              | Qual. Mondiali 2010                                                    | -                                                                      |                                                                        |
| 7-9-2008                                                               | Santiago del Cile                                                      | Cile                                                                   | 0 – 3                                                                  | Brasile                                                                | Qual. Mondiali 2010                                                    | -                                                                      |                                                                        |
| 10-9-2008                                                              | Rio de Janeiro                                                         | Brasile                                                                | 0 – 0                                                                  | Bolivia                                                                | Qual. Mondiali 2010                                                    | -                                                                      |                                                                        |
| 12-10-2008                                                             | San Cristóbal                                                          | Venezuela                                                              | 0 – 4                                                                  | Brasile                                                                | Qual. Mondiali 2010                                                    | -                                                                      |                                                                        |
| 15-10-2008                                                             | Rio de Janeiro                                                         | Brasile                                                                | 0 – 0                                                                  | Colombia                                                               | Qual. Mondiali 2010                                                    | -                                                                      |                                                                        |
| 19-11-2008                                                             | Gama                                                                   | Brasile                                                                | 6 – 2                                                                  | Portogallo                                                             | Amichevole                                                             | 1                                                                      |                                                                        |
| 10-2-2009                                                              | Londra                                                                 | Brasile                                                                | 2 – 0                                                                  | Italia                                                                 | Amichevole                                                             | -                                                                      |                                                                        |
| 28-3-2009                                                              | Quito                                                                  | Ecuador                                                                | 1 – 1                                                                  | Brasile                                                                | Qual. Mondiali 2010                                                    | -                                                                      |                                                                        |
| 18-6-2009                                                              | Pretoria                                                               | Stati Uniti                                                            | 0 – 3                                                                  | Brasile                                                                | Conf. Cup 2009 - 1º turno                                              | 1                                                                      |                                                                        |
| 21-6-2009                                                              | Pretoria                                                               | Italia                                                                 | 0 – 3                                                                  | Brasile                                                                | Conf. Cup 2009 - 1º turno                                              | -                                                                      |                                                                        |
| 25-6-2009                                                              | Johannesburg                                                           | Brasile                                                                | 1 – 0                                                                  | Sudafrica                                                              | Conf. Cup 2009 - Semifinale                                            | -                                                                      |                                                                        |
| 28-6-2009                                                              | Johannesburg                                                           | Stati Uniti                                                            | 2 – 3                                                                  | Brasile                                                                | Conf. Cup 2009 - Finale                                                | -                                                                      | [ 41 ]                                                                 |
| 12-8-2009                                                              | Tallinn                                                                | Estonia                                                                | 0 – 1                                                                  | Brasile                                                                | Amichevole                                                             | -                                                                      |                                                                        |
| 5-9-2009                                                               | Rosario                                                                | Argentina                                                              | 1 – 3                                                                  | Brasile                                                                | Qual. Mondiali 2010                                                    | -                                                                      |                                                                        |
| 9-9-2009                                                               | Salvador                                                               | Brasile                                                                | 4 – 2                                                                  | Cile                                                                   | Qual. Mondiali 2010                                                    | -                                                                      |                                                                        |
| 11-10-2009                                                             | La Paz                                                                 | Bolivia                                                                | 2 – 1                                                                  | Brasile                                                                | Qual. Mondiali 2010                                                    | -                                                                      |                                                                        |
| 14-10-2009                                                             | Campo Grande                                                           | Brasile                                                                | 0 – 0                                                                  | Venezuela                                                              | Qual. Mondiali 2010                                                    | -                                                                      |                                                                        |
| 14-11-2009                                                             | Doha                                                                   | Brasile                                                                | 1 – 0                                                                  | Inghilterra                                                            | Amichevole                                                             | -                                                                      |                                                                        |
| 17-11-2009                                                             | Mascate                                                                | Oman                                                                   | 0 – 2                                                                  | Brasile                                                                | Amichevole                                                             | -                                                                      |                                                                        |
| 2-3-2010                                                               | Londra                                                                 | Irlanda                                                                | 0 – 2                                                                  | Brasile                                                                | Amichevole                                                             | -                                                                      |                                                                        |
| 2-6-2010                                                               | Harare                                                                 | Zimbabwe                                                               | 0 – 3                                                                  | Brasile                                                                | Amichevole                                                             | -                                                                      |                                                                        |
| 7-6-2010                                                               | Dar es Salaam                                                          | Tanzania                                                               | 1 – 5                                                                  | Brasile                                                                | Amichevole                                                             | -                                                                      |                                                                        |
| 15-6-2010                                                              | Johannesburg                                                           | Brasile                                                                | 2 – 1                                                                  | Corea del Nord                                                         | Mondiali 2010 - 1º turno                                               | 1                                                                      |                                                                        |
| 20-6-2010                                                              | Johannesburg                                                           | Brasile                                                                | 3 – 1                                                                  | Costa d'Avorio                                                         | Mondiali 2010 - 1º turno                                               | -                                                                      |                                                                        |
| 25-6-2010                                                              | Durban                                                                 | Portogallo                                                             | 0 – 0                                                                  | Brasile                                                                | Mondiali 2010 - 1º turno                                               | -                                                                      |                                                                        |
| 28-6-2010                                                              | Johannesburg                                                           | Brasile                                                                | 3 – 0                                                                  | Cile                                                                   | Mondiali 2010 - Ottavi di finale                                       | -                                                                      |                                                                        |
| 2-7-2010                                                               | Port Elizabeth                                                         | Paesi Bassi                                                            | 2 – 1                                                                  | Brasile                                                                | Mondiali 2010 - Quarti di finale                                       | -                                                                      |                                                                        |
| 7-6-2011                                                               | San Paolo                                                              | Brasile                                                                | 1 – 0                                                                  | Romania                                                                | Amichevole                                                             | -                                                                      |                                                                        |
| 13-7-2011                                                              | Córdoba                                                                | Brasile                                                                | 4 – 2                                                                  | Ecuador                                                                | Coppa America 2011 - 1º turno                                          | -                                                                      |                                                                        |
| 17-7-2011                                                              | La Plata                                                               | Brasile                                                                | 0 – 0 dts (0 – 2 dtr)                                                  | Paraguay                                                               | Coppa America 2011 - Quarti di finale                                  | -                                                                      |                                                                        |
| 7-9-2013                                                               | Brasilia                                                               | Brasile                                                                | 6 – 0                                                                  | Australia                                                              | Amichevole                                                             | -                                                                      |                                                                        |
| 11-9-2013                                                              | Boston                                                                 | Brasile                                                                | 3 – 1                                                                  | Portogallo                                                             | Amichevole                                                             | -                                                                      |                                                                        |
| 16-11-2013                                                             | Miami                                                                  | Honduras                                                               | 0 – 5                                                                  | Brasile                                                                | Amichevole                                                             | 1                                                                      |                                                                        |
| 19-11-2013                                                             | Toronto                                                                | Brasile                                                                | 2 – 1                                                                  | Cile                                                                   | Amichevole                                                             | -                                                                      |                                                                        |
| 3-6-2014                                                               | Goiânia                                                                | Brasile                                                                | 4 – 0                                                                  | Panama                                                                 | Amichevole                                                             | -                                                                      |                                                                        |
| 6-6-2014                                                               | San Paolo                                                              | Brasile                                                                | 1 – 0                                                                  | Serbia                                                                 | Amichevole                                                             | -                                                                      |                                                                        |
| 4-7-2014                                                               | Fortaleza                                                              | Brasile                                                                | 2 – 1                                                                  | Colombia                                                               | Mondiali 2014 - Quarti di finale                                       | -                                                                      |                                                                        |
| 8-7-2014                                                               | Belo Horizonte                                                         | Brasile                                                                | 1 – 7                                                                  | Germania                                                               | Mondiali 2014 - Semifinale                                             | -                                                                      |                                                                        |
| 12-7-2014                                                              | Brasilia                                                               | Brasile                                                                | 0 – 3                                                                  | Paesi Bassi                                                            | Mondiali 2014 - 3º posto                                               | -                                                                      |                                                                        |
| 5-9-2014                                                               | Miami Gardens                                                          | Brasile                                                                | 1 – 0                                                                  | Colombia                                                               | Amichevole                                                             | -                                                                      |                                                                        |
| Totale                                                                 |                                                                        | Presenze                                                               | 76                                                                     |                                                                        | Reti                                                                   | 7                                                                      |                                                                        |

| Cronologia completa delle presenze e delle reti in nazionale (partite non ufficiali) ― Brasile | Cronologia completa delle presenze e delle reti in nazionale (partite non ufficiali) ― Brasile | Cronologia completa delle presenze e delle reti in nazionale (partite non ufficiali) ― Brasile | Cronologia completa delle presenze e delle reti in nazionale (partite non ufficiali) ― Brasile | Cronologia completa delle presenze e delle reti in nazionale (partite non ufficiali) ― Brasile | Cronologia completa delle presenze e delle reti in nazionale (partite non ufficiali) ― Brasile | Cronologia completa delle presenze e delle reti in nazionale (partite non ufficiali) ― Brasile | Cronologia completa delle presenze e delle reti in nazionale (partite non ufficiali) ― Brasile |
| Data                                                                                           | Città                                                                                          | In casa                                                                                        | Risultato                                                                                      | Ospiti                                                                                         | Competizione                                                                                   | Reti                                                                                           | Note                                                                                           |
| ---------------------------------------------------------------------------------------------- | ---------------------------------------------------------------------------------------------- | ---------------------------------------------------------------------------------------------- | ---------------------------------------------------------------------------------------------- | ---------------------------------------------------------------------------------------------- | ---------------------------------------------------------------------------------------------- | ---------------------------------------------------------------------------------------------- | ---------------------------------------------------------------------------------------------- |
| 7-10-2006                                                                                      | Madinat al-Kuwait                                                                              | Al-Kuwait                                                                                      | 0 – 4                                                                                          | Brasile                                                                                        |                                                                                                | -                                                                                              |                                                                                                |
| Totale                                                                                         |                                                                                                | Presenze                                                                                       | 1                                                                                              |                                                                                                | Reti                                                                                           | 0                                                                                              |                                                                                                |

## Palmarès

### Club

#### Competizioni statali
- Campionato Mineiro: 3

Cruzeiro: 2002, 2003, 2004

#### Competizioni nazionali
- Campionato brasiliano: 1

Cruzeiro: 2003
- Coppa del Brasile: 1

Cruzeiro: 2003
- Supercoppa italiana: 3

Inter: 2006, 2008, 2010
- Campionato italiano: 4

Inter: 2006-2007, 2007-2008, 2008-2009, 2009-2010
- Coppa Italia: 2

Inter: 2009-2010, 2010-2011

#### Competizioni internazionali
- UEFA Champions League: 1

Inter: 2009-2010
- Coppa del mondo per club: 1

Inter: 2010

### Nazionale

#### Competizioni giovanili
- Campionato sudamericano Under-20: 1

2001

#### Competizioni maggiori
- Coppa America: 2

Perù 2004, Venezuela 2007
- Confederations Cup: 2

Germania 2005, Sudafrica 2009

### Individuale
- ESM Team of the Year: 2

2008-2009, 2009-2010
- UEFA Club Football Awards: 1

Miglior difensore: 2010
- All-Star Team dei Mondiali: 1

2010
- FIFPro World XI: 1

2010
- Squadra dell'anno UEFA: 1

2010
- Oscar del calcio AIC: 1

Miglior gol: Inter - Juventus (16 aprile 2010)
- Inserito nella Hall of Fame dell'Inter nella categoria Difensori

2022